# Présidence allemande du Conseil de l'Union européenne en 2007
Présidence finlandaise du Conseil de l'Union européenne en 2006 Présidence portugaise du Conseil de l'Union européenne en 2007
La présidence allemande du Conseil de l'Union européenne en 2007 désigne la douzième présidence du Conseil de l'Union européenne, effectuée au premier semestre 2007 (du 1er janvier au 30 juin), par l'Allemagne.
Elle fait suite à la présidence finlandaise en 2006 et précède la présidence portugaise du second semestre 2007.

## Programme

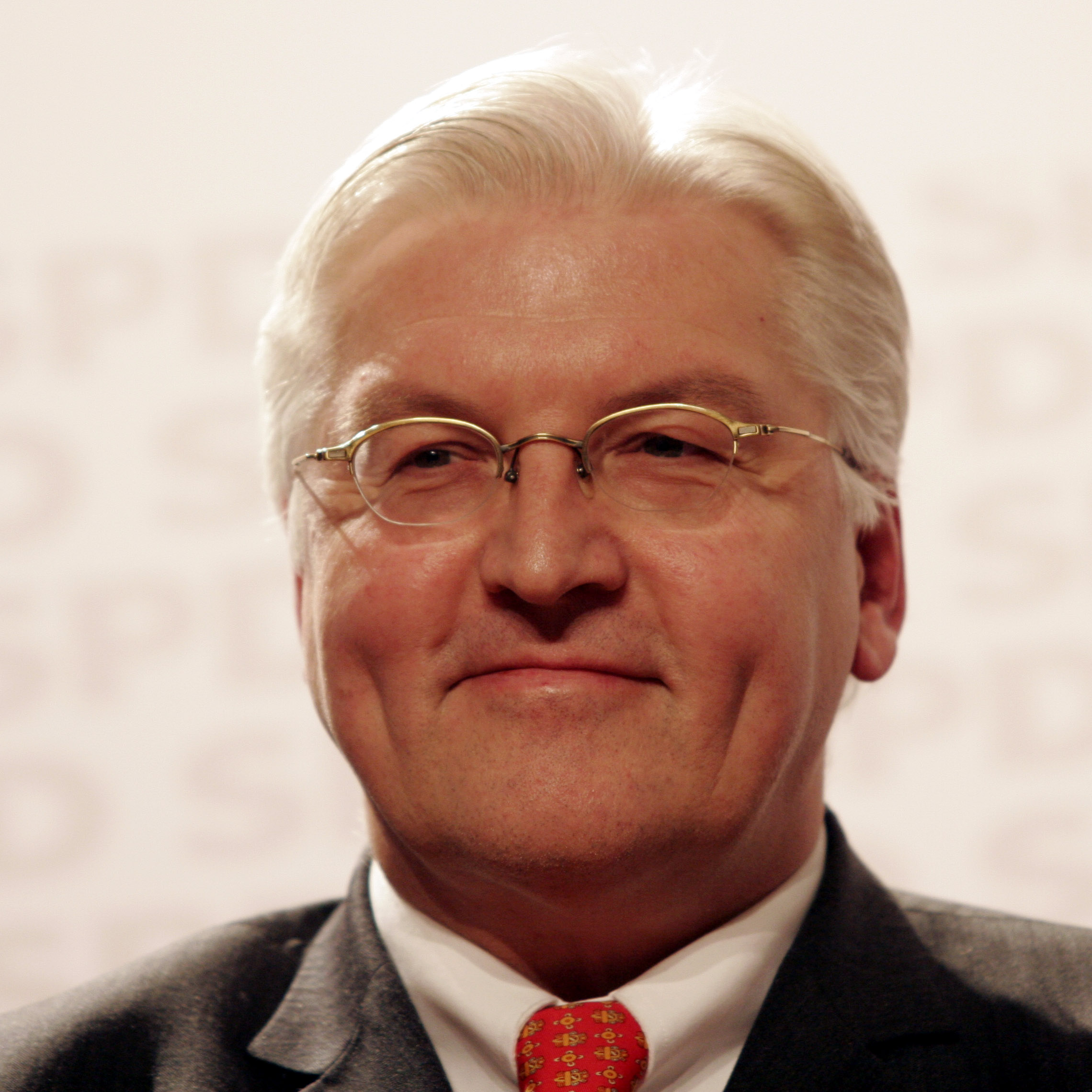
Frank-Walter Steinmeier, président du Conseil de l'Union européenne au 1er semestre 2007.

## Identité visuelle

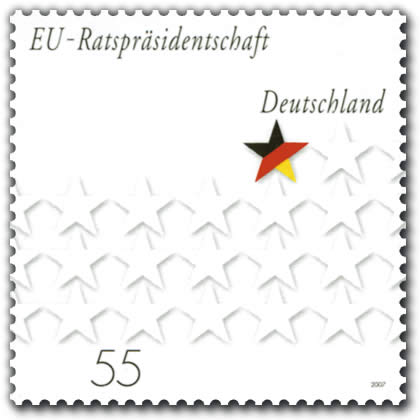
Timbre célébrant la présidence allemande.

Le logo a été conçu par l'entreprise Metadesign AG. La structure de base du logo repose sur la forme du domaine internet de la présidence allemande : lequel est « EU2007.de ». Le « E » n'est représenté que par les trois barres horizontales, chacune ayant une des couleurs du drapeau allemand « noir–rouge–or ». Le « U », quant à lui, est bleu. L'ensemble « EU » est censé représenter la fraîcheur et l'humanité. Enfin l'étoile a pour but de donner une image positive de l'Union.

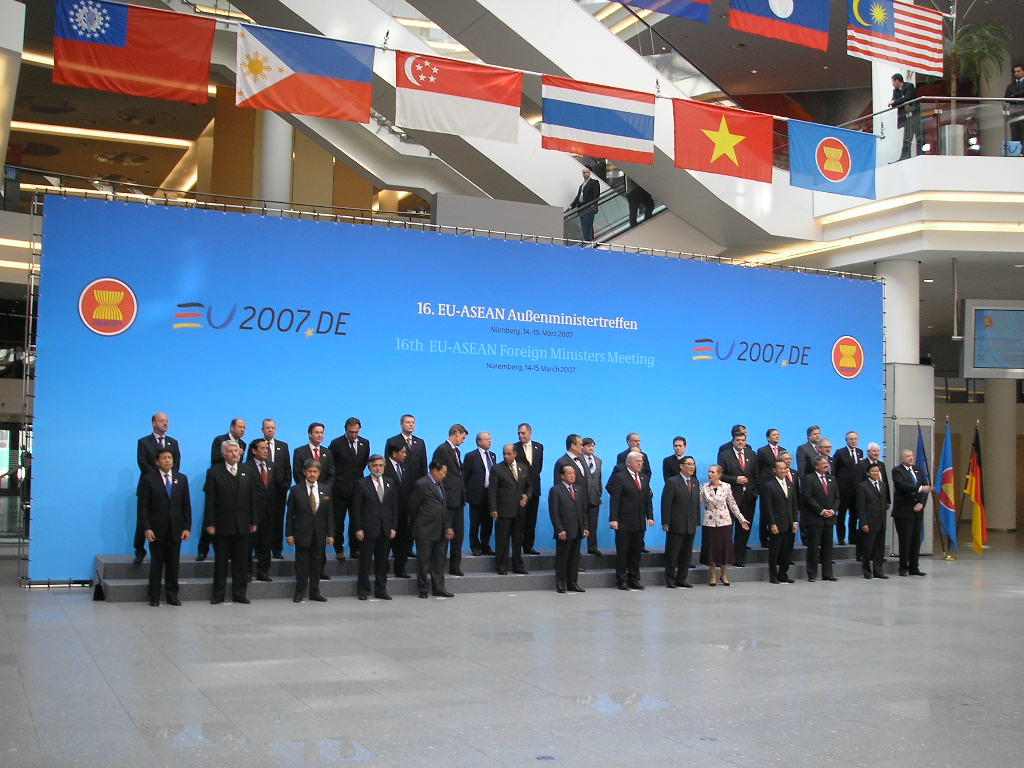
Sommet UE-ASEAN à Nuremberg en mars 2007.

## Compléments